# Вероника Донован
Вероника Донован (енгл. Veronica Donovan) измишљени је лик из америчке ТВ серије Бекство из затвора. Његов лик тумачи Робин Тјуни. Вероника се у серији први пут појављује у првој епизоди.
Иако је у средњој школи била у вези са делинквентом Линколном Бероузом, Вероника Донован никада није постала уличарка. Била је изузетан ученик у средњој школи и захваљујући томе, добила је стипендију за факултет политичких наука. Онда је докторирала право. Након тога, бавила се правом везаним за некретнине у једној чувеној фирми. Упркос пословном успеху, Вероника никада није заборавила одакле потиче. Иако није имала искуства у криминалном праву, недавно је бранила Мајкла Скофилда, пријатеља из детињства, и то у парници на основу оптужнице да је Скофилд починио оружану пљачку. То је урадила јер је Скофилд одбио помоћ свих адвоката које му је суд доделио.
 Вероника ради са Ником Саврином и они покушавају да ослободе Линколна Бероуза оптужби за убиство. Пошто је она открила да Теренс Стедмен још живи, морала је у првој епизоди, друге сезоне да плати својим животом.